# Thermarces cerberus
Thermarces cerberus es una especie de pez de la familia de los Zoarcidae en el orden de los perciformes.

## Morfología
Los machos pueden llegar a alcanzar los 21,8 cm de longitud total.

## Hábitat
Es un pez de mar y de aguas profundas que vive entre 2.550-2.630 m de profundidad.

## Distribución geográfica
Se encuentra en el Pacífico oriental.

## Observaciones
Es inofensivo para los humanos. 